# Messier 86
Messier 86 (M86 o NGC 4406) és una galàxia lenticular, de tipus S0, situada a la constel·lació de la Verge. Va ser descoberta per Charles Messier el 1781.
M86 es troba al centre del cúmul de la Verge i forma un cúmul més gran amb una altra galàxia gegant, M84. De tots els objectes de Messier, M86 és la que s'acosta al sistema solar a una velocitat més alta 244 km/s i, per tant, amb un desplaçament cap al blau més alt.

## Observació
M86 pot ser observat fàcilment dirigint el telescopi aproximadament a 1º al sud-est d'M87.